# Sergio Busquets
Sergio Busquets Burgos [ˈseɾxio βusˈkets] (* 16. Juli 1988 in Sabadell, Katalonien) ist ein spanischer Fußballspieler. Der defensive Mittelfeldspieler spielte ab der A-Jugend für den FC Barcelona und stand 18 Jahre bei den Katalanen unter Vertrag. Mit 722 Einsätzen absolvierte er die drittmeisten Spiele für Barcelona. Mit Barça gewann er drei Mal die UEFA Champions League und neun Mal die spanische Meisterschaft. Auch in der spanischen Nationalmannschaft ist er mit 143 Spielen auf dem dritten Platz der Rekordspieler und gewann die Weltmeisterschaft 2010 und die Europameisterschaft 2012. Er ist der Sohn von Carles Busquets, der Anfang der 1990er Jahre das Tor des FC Barcelona hütete. Seit 2023 steht er bei Inter Miami unter Vertrag.

## Vereinskarriere
Busquets trat 2005 der A-Jugendmannschaft des FC Barcelona bei, mit der er innerhalb von zwei Jahren drei Titel gewann und neben Crosas, Giovani und Bojan einer der Schlüsselspieler war. 2007 stieg er auf zu FC Barcelona B, für die er unter Trainer Pep Guardiola zwei Tore in 23 Spielen erzielte.
Sein Liga-Debüt für das A-Team des FC Barcelona gab er, auch wieder unter Guardiola, am 13. September 2008 gegen Racing Santander, als er über die volle Spielzeit spielte. Sein erstes Pflichtspieltor für Barcelona erzielte Busquets knapp einen Monat später bei Barças 5:0-Sieg über den FC Basel in der UEFA Champions League.

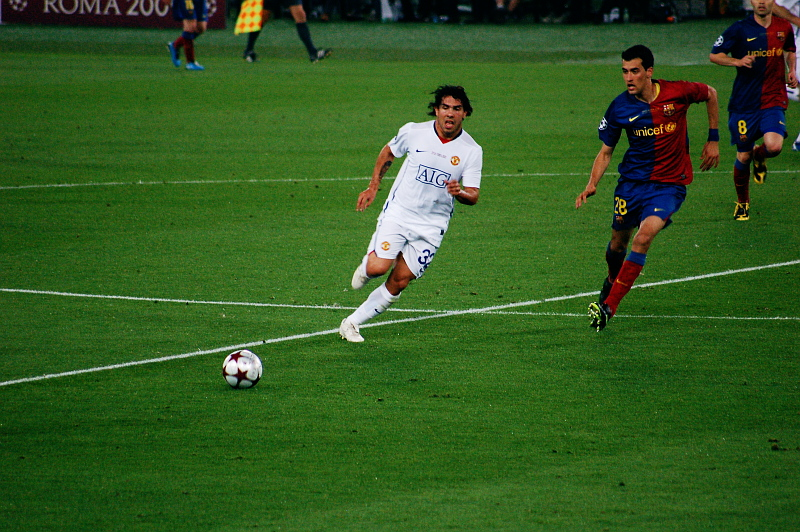
Busquets neben Carlos Tévez im Champions-League-Finale 2009

Am 22. Dezember 2008 verlängerte er seinen Vertrag bei Barcelona bis 2013 mit einer Ausstiegsklausel von 80 Millionen Euro. Trotz der starken Konkurrenz der Nationalspieler Yaya Touré und Seydou Keita im defensiven Mittelfeld des FC Barcelona absolvierte Busquets in seiner ersten Erstligasaison 24 Ligaspiele, davon 16 von Anfang an. Außerdem war er sowohl im spanischen Pokalfinale als auch im Finale der UEFA Champions League 2008/09 in der Startaufstellung und trug damit zu Barças erstem Triplegewinn bei. In der Saison 2009/10 hielt seine gute Form an und er erhielt den Vorzug vor Touré im defensiven Mittelfeld. Er bestritt 2009/10 33 Ligaspiele und verteidigte mit Barcelona erfolgreich die spanischen Meistertitel.
Ende Januar 2011 verlängerte Busquets seinen Vertrag um zwei weitere Jahre bis zum Jahr 2015; im August 2013 erneut bis 2018 mit einer Verlängerungsoption für ein weiteres Jahr. Im Vertrag wurde zudem ein Betrag von 150 Millionen Euro als Ablösesumme festgeschrieben. Zur Saison 2014/15 übernahm Busquets die Rückennummer fünf von Carles Puyol, der seine Karriere beendet hatte. Seit der Saison 2018/19 war Busquets hinter Lionel Messi der stellvertretende Mannschaftskapitän. Ende September 2018 verlängerte Busquets seinen Vertrag bis zum 30. Juni 2023; seine Ausstiegsklausel wurde auf 500 Millionen Euro festgelegt.
Zur Saison 2021/22 wurde er, nach dem Abgang von Lionel Messi, zum neuen Mannschaftskapitän ernannt.
Am 10. Mai 2023 wurde bekanntgegeben, dass Busquets seinen auslaufenden Vertrag nicht verlängern wird und nach 18 Jahren und über 700 Pflichtspieleinsätzen den FC Barcelona mit Saisonende 2022/23 verlassen wird.
Mitte Juli 2023 wechselte Busquets gemeinsam mit seinem Teamkollegen Jordi Alba während der laufenden Saison 2023 in die Major League Soccer zu Inter Miami. Er unterschrieb beim Franchise, das u. a. David Beckham gehört, einen Vertrag bis zum 31. Dezember 2025. Dort trafen sie auf ihren langjährigen Mitspieler Lionel Messi, der einige Tage zuvor verpflichtet worden war, und den Cheftrainer Gerardo Martino, der von 2013 bis 2014 den FC Barcelona trainiert hatte. Im August 2023 gewann er mit der Mannschaft den Leagues Cup gegen den Nashville SC mit 10:9 im Elfmeterschießen.

## Nationalmannschaftskarriere
Am 11. Oktober 2008 spielte Busquets das erste Mal für die U21-Auswahl seines Landes bei der 1:2-Niederlage gegen die Schweiz, bei der er das erste Tor des Spiels erzielte. Spanien gewann jedoch das Rückspiel mit 3:1 nach Verlängerung und qualifizierte sich für die U21-EM 2009. Bei der Endrunde selbst konnte er aufgrund seiner Teilnahme am gleichzeitig stattfindenden Confed-Cup 2009 nicht mitwirken.
Sein Länderspieldebüt in der A-Nationalmannschaft Spaniens gab er am 1. April 2009 in einem WM-Qualifikationsspiel gegen die Türkei.
Beim Confed-Cup 2009 wurde er mit Spanien Dritter. Er kam bei diesem Turnier dreimal zum Einsatz.
Nachdem er in den Qualifikationsspielen zur WM 2010 insgesamt drei Spiele bestritten hatte, wurde er von Vicente del Bosque für die Endrunde dieses Turniers nominiert. Als Stammspieler neben Xabi Alonso im zentralen defensiven Mittelfeld gewann er im Finale dieses Turniers durch einen 1:0-Erfolg über die Niederlande (Iniesta schoss in der 116. Minute das entscheidende Tor) den ersten Weltmeistertitel mit der spanischen Nationalmannschaft.
Bei der Europameisterschaft 2016 in Frankreich wurde er erneut als Stammspieler in das Aufgebot Spaniens aufgenommen. Alle vier Partien des Teams spielte er über die vollen 90 Minuten. Mit der Achtelfinalniederlage gegen Italien schied Spanien aus.
Bei der Europameisterschaft 2021 stand er im spanischen Aufgebot, das im Halbfinale gegen Italien ausschied.
Nachdem das spanische Team im Achtelfinalspiel der WM 2022 in Katar ausgeschieden war, erklärte Busquets seinen Rücktritt aus der Nationalmannschaft. Er war einer von drei Spielern, die im entscheidenden Elfmeterschießen nicht trafen. Als Mannschaftskapitän hatte er alle Spiele der Spanier im Turnier bestritten. Im Juni 2023 gewann die Nationalmannschaft ohne ihn noch die UEFA Nations League 2022/23. Busquets war in der Gruppenphase 6-mal zum Einsatz gekommen.

## Spielstil und Fähigkeiten
Die Stärken des großgewachsenen, defensiven Mittelfeldspielers liegen vor allem in seiner Spielübersicht, der präzisen Passgenauigkeit, seiner Ballsicherheit, im Zweikampfverhalten und in der Balleroberung. Das vielleicht berühmteste Zitat über ihn von Del Bosque lautete „Du betrachtest das Spiel und du siehst Busquets nicht. Doch wenn du Busquets betrachtest, dann siehst du das ganze Spiel.“

## Titel und Auszeichnungen

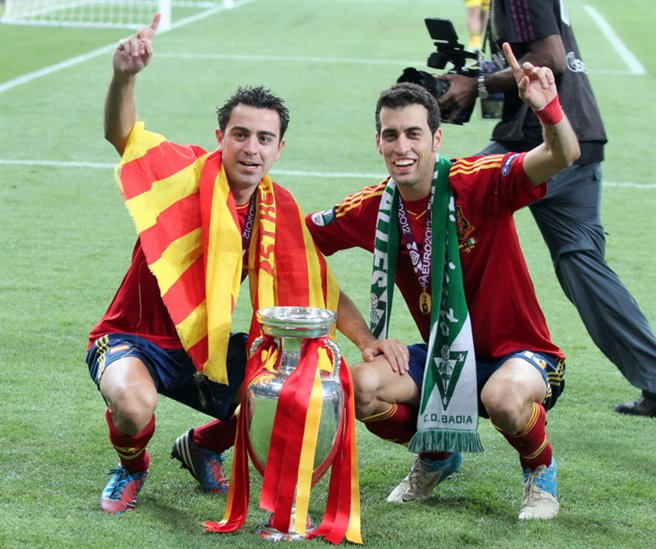
Busquets (rechts) und Xavi mit dem Henri-Delaunay-Pokal (2012)

### Nationalmannschaft
- Weltmeister: 2010
- Europameister: 2012
- UEFA-Nations-League-Sieger: 2023

### Verein
International
- Champions-League-Sieger (3): 2009, 2011, 2015
- Klub-Weltmeister (3): 2009, 2011, 2015
- UEFA-Super-Cup-Sieger (3): 2009, 2011, 2015
- Leagues-Cup-Sieger: 2023

Spanien
- Meister (9): 2009, 2010, 2011, 2013, 2015, 2016, 2018, 2019, 2023
- Pokalsieger (7): 2009, 2012, 2015, 2016, 2017, 2018, 2021
- Supercupsieger (7): 2009, 2010, 2011, 2013, 2016, 2018, 2023

USA
- MLS-Supporters-Shield-Sieger: 2024

### Auszeichnungen
- Trofeo Bravo: 2009
- All-Star-Team der EURO 2012
- Bester Spieler der Endrunde der Nations League 20/2021[27]